# 한국불교종단협의회
한국불교종단협의회는 불교종단간의 유대와 협력을 증진하고 불교계의 현안을 공동으로 협의 추진함으로써 불교중흥발전과 민족문화창달에 기여하기 위하여 1989년 12월 23일 설립된 대한민국 문화체육관광부 소관의 사단법인이다. 사무실은 서울특별시 종로구 수송동 46-22에 있다.

## 주요 사업
- 불법 홍포 및 사회 교화사업
- 교리연구 및 학술 문화사업
- 전통문화 창달 및 민족정신 선양사업
- 불교복지 및 구호사업
- 불교중흥을 위한 연구사업
- 회원단체간 상조 및 친선교류
- 남북 불교 교류사업
- 국제 불교참여 및 교류사업
- 회보 및 출판물 간행사업
- 기타 목적 달성에 필요한 사업